# Вередем Авиньонский
Вередем (фр. Veredeme, лат. Veredemus; 640—720) — святой, епископ Авиньона (700—720), дни памяти — 17 июня и 20 августа.

## Биография
Святой Вередем (или Вередемий), грек по происхождению, поселился в Галлии как отшельник в долине реки Дюранс. Его пещера располагалась на берегу реки Гардон. Он был спутником святого Эгидия и после кончины святого Агриколы около 700 года стал епископом Авиньонским. Он оставался епископом приблизительно до 720 года.
В сохранившейся пещере святого Вередема — старейшей в Нижнем Лангедоке — сохранились росписи VIII века.
Святой Вередем почитаем в Кавайоне, Апте и Карпантрасе. Праздник святого Вередема (fête Saint-Vérédème) отмечается в Эгьере. До 1960-х годов жители Санийака приходили в пещерку Вередема у Гардона, чтобы помолиться о дожде. Святой Вередем почитается покровителем пастухов равнин Кро (Crau).